# منجم إيلويز للنحاس
منجم ايلويز للنحاس أو الويس للنحاس (بالإنجليزية: Eloise copper mine)‏ هو منجم للنحاس يقع في شمال غرب ولاية كوينزلاند في أستراليا، على بعد 70 كيلومترا (43 ميل) جنوب شرق كلونكري و50 كيلومترا (31 ميل) من ماكينلي، على مقربة من جبل عيسى أو يسوع. تم اكتشاف الرواسب في عام 1987، ويعمل المنجم منذ عام 1996.